# M.O.D.
M.O.D. (Method of Destruction) — кроссовер-трэш группа, сформированная в Нью-Йорке в 1986 году бывшим роуди Anthrax и вокалистом Stormtroopers of Death Билли Милано.

## История
После завершения тура S.O.D. в поддержку первого альбома Speak English or Die и роспуска группы, Билли Милано решил повторить успех студийной работы в Stormtroopers Of Death. В созданной группе — M.O.D., Милано старался продолжить музыкальный путь S.O.D., Anthrax и Nuclear Assault, смешивая хардкор-панк с трэш-металом и, зачастую, юмористическими и политически некорректными текстами.
Дебютный альбом группы U.S.A. for M.O.D., сопродюсером которого был основатель S.O.D. Скотт Иэн, вышел в 1987 году на лейбле Megaforce Records.
В 1988 году вышел мини-альбом Surfin’ M.O.D., сфокусированный на юмористических кавер-версиях и атмосфере пляжной вечеринки. Примечательно, что, за исключением Билли Милано, состав группы полностью отличался от состава записавшего U.S.A. for M.O.D..
14 февраля 1989 года выходит второй полноформатный альбом группы — Gross Misconduct, а за ним следует третий полноформатный релиз Rhythm of Fear, вышедший 3 ноября 1992 года.
Последовавшие два альбома Devolution и Dictated Aggression, выпущенные на лейбле Music for Nations, плохо продавались, несмотря на потяжелевший стиль и более серьёзные тексты, и, в конечном счете, были сняты с печати. В 2004 году эти альбомы были переизданы на лейбле Blackout Records.
В 1997 году группа распадается и Милано записывает второй студийный альбом Bigger than the Devil с воссоединившимися S.O.D., вышедший в 1999 году.
В 2001 Милано восстанавливает M.O.D. и, спустя два года появляется новый альбом The Rebel You Love to Hate, выпущенный на лейбле Nuclear Blast.
9 октября 2007 года выходит альбом Red, White and Screwed, выпущенный на лейбле Index Entartainment. Этот альбом стал последним перед вторым распадом группы, произошедшим 13 сентября 2008 года в Остине, после завершения последнего выступления американского турне.
В 2012 году группа в очередной раз воссоединилась и в 2013 году Милано объявил о турне в честь 25-летия группы, названное «The Mexicans on Duty Tour», с участием обновленного состава.

## Состав группы

### Текущий состав
- Билли Милано — вокал (1986—1997, 2001—2008, 2012 — наши дни), бас-гитара(1986—1997, 2001—2008), гитара (1986—1997)
- Тим Кастерлайн — бас-гитара (2008, 2012 — наши дни)
- Майкл Арельяно — ударные (2012 — наши дни)
- Майк ДеЛеон — гитара (2012 — наши дни)

### Бывшие участники
- Кен Баллон — бас-гитара (1986—1988)
- Кит Дэвис — ударные (1986—1987)
- Тим МакМёртри — гитара (1986—1987, 1992)
- Джон Монте — бас-гитара (1988—1989)
- Тим Маллар — ударные (1988—1989)
- Луи Свитек — гитара (1988—1989)
- Дэйв Чаварри — ударные (1992—1997)
- Роб Мошетти — бас-гитара (1994)
- Том Климчук — гитара (1994)
- Джон Перекста — гитара, бас-гитара (1995—1996)
- Джо Янг — гитара (1996—1997)
- Джон «Спарки» Войлс — бас-гитара (2001)
- Кевин Тэлли — ударные (2001)
- Дэнни Буркхардт — ударные (2002—2003)
- Джо Аффэ — гитара (2002—2003)
- Дерек Лопез — ударные (2006—2008)
- Скот Ли Сарджент — гитара (2006—2008)
- Кристофер Доусон — бас-гитара (2007)

## Дискография
| Дата выхода     | Название                                   | Лейбл                 |
| 1987            | U.S.A. for M.O.D.                          | Megaforce Records     |
| 1988            | Surfin' M.O.D.                             | Megaforce Records     |
| 1989            | Gross Misconduct                           | Megaforce Records     |
| 1992            | Rhythm of Fear                             | Megaforce Records     |
| 1994            | Devolution                                 | Music For Nations     |
| Ноябрь 1995     | Loved by Thousands, Hated by Millions      | Megaforce Records     |
| 25 июня 1996    | Dictated Aggression                        | Music For Nations     |
| 20 мая 2003     | The Rebel You Love to Hate                 | Nuclear Blast Records |
| 26 октября 2004 | Devolution re-issue — enhanced CD          | Blackout Records      |
| 26 октября 2004 | Dictated Aggression re-issue — enhanced CD | Blackout Records      |
| 9 октября 2007  | Red, White & Screwed                       | Index Entertainment   |
| 12 октября 2007 | Red, White & Screwed Europe                | I Scream Records      |